# 明日待子
明日 待子（あした まつこ、1920年3月1日 - 2019年7月14日）は岩手県釜石出身の女優で、ムーラン・ルージュ 新宿座の看板スターとして人気を博す。後半生は日本舞踊家として過ごし、正統五條流宗家家元・五條 珠淑（ごじょう たまとし）を名乗った。

## 経歴
1920年（大正9年）3月、警察署長を務める父・小野寺円之助と母・とらえの娘、小野寺とし子として岩手県釜石に生まれる。尺八を嗜む父と義太夫を嗜む母の影響で5歳から三味線と日本舞踊を習う。9歳で父を亡くした後は母が税関通りで東洋軒という店を始め生活を支えた。13歳のとき釜石市において地方巡業中だったムーラン・ルージュの俳優、有馬是馬にスカウトされたことが舞台人生へのきっかけとなる。上京にあたり、釜石製鉄所の庶務課長・三鬼隆（後の日本製鐵社長）が壮行会を開いてくれた。
上京後はムーラン・ルージュ創設者の佐々木千里夫妻に気に入られ養子縁組、佐々木姓となる。麹町高等女学校に入学したが、芸事が楽しく学校から足が遠のき、勉強は楽屋でムーラン・ルージュの先輩に習った。1933年（昭和8年）11月に初舞台。芸名は養父が「今日のものではない、明日のスターを気長に待とう」という願いを込めて付けた。愛称は小さかったので「チーちゃん」。入団から5年ほどは男の子の役ばかりだったが、屈託のない笑顔と愛らしいルックスで人気を博し、ムーラン・ルージュ新宿座の看板女優として活躍。雑誌のグラビアや初代カルピスCMガール、ライオン歯磨、キッコーマン醤油などのポスターに起用されるなど一大ブームを巻き起こし、現在でいうところのアイドル的人気であった。
また、当時開業して間もなかった小田原急行鉄道（後の小田急電鉄）が増収策として週末のみ新宿から小田原までをノンストップで運行する列車が計画され、その中の発案でムーラン・ルージュ新宿座に「小田急行進曲」と「小田急音頭」の製作を依頼。沿線案内は看板スターだった待子が担当して声を吹き込んだ。しかし、78回転盤（SPレコード）6枚組で完成した「小田急行進曲」と「小田急音頭」のレコードを走行中の車内で演奏テストしたところ、発車起動時の振動から途端に針が飛んでしまいどうにもならず失敗に終わる。実際に運行した週末温泉急行の営業列車では使用されなかった。
1936年（昭和11年）5月。間もなく満州に出征する第1師団兵士がムーラン・ルージュ新宿座に観劇に来た際、演目終わりに「明日待子万歳！」と声を上げた。この日から連日「明日待子万歳！」の声が響くようになり、学徒出陣が始まるとさらに大きくなっていった。待子はステージから兵隊たちに呼び掛け、一人一人手を握って「ご苦労様。ご武運長久をお祈り致します」と声を掛けて回ったという。
1937年（昭和12年）に映画『風車』に出演。戦後は『春爛漫狸祭』とマキノ映画作品『鉄路の薔薇』。その他数本出演しているとされる。
1943年（昭和18年）、黒龍江省、チチハル、ハルビン、奉天などの満洲方面に戦地慰問。列車の中でレコードケースを盗まれ、現地の芸者の三味線により生で踊った。1945年（昭和20年）5月25日、空襲でムーラン・ルージュ新宿座（この時期の名称は作文館）の建物が焼失する。
終戦後の1946年（昭和21年）に待子はキングレコードより「楽しき明日」を発売。養父佐々木が新宿の焼け跡で再び指揮を執ることとなり、同年10月1日より「小議会」という劇団名で元ムーランの役者たちと公演を始める。しかし戦後食糧難の時世で人々の求めるものは変わっており、客入りの乏しさから人件費を賄えなくなってわずか4ヶ月で解散となった。
その後は養父らと共に明日待子一座として地方巡業。1948年（昭和23年）に北海道を公演して回った際は、札幌で興行主の須貝富安が一行を歓待した。富安は札幌劇場を運営する「須貝興業（後のSDエンターテイメント）」の社長であり、翌1949年（昭和24年）11月、待子は2つ年下の富安と結婚し須貝姓となる。この少し前、待子には新設される松竹新喜劇やNHKで始まる新番組（とんち教室）の出演依頼が来ていたが、これらを断り北海道へ渡った。札幌市に移り住んだ待子は、東京時代からの友人であり、北海道大学の助教授として赴任してきた新間進一夫妻と以前にも増して親しく付き合っている。1953（昭和28年）には夫が運営する劇場の改装を機に、地下に洋食店「キッチン アシタ」を開店。1954（昭和29年）に長女・るみ子を出産した。同年、幼少時に習っていた日本舞踊を再開。時には子を背負って上京し、五條流の稽古に励んだ。翌1955年、宗家の依頼で五條流舞踊研究所「明日珠会」を開設。1976年（昭和51年）分家家元を許される。
同じ岩手出身の金田一京助は戦前のムーラン・ルージュに一時期足繁く通っていた。個人的な交流もあった待子は、その訃報（1971年）を新聞で知り札幌から上京して焼香している。1979年（昭和54年）には札幌市民文化奨励賞受賞。1973年（昭和48年）5月には欧州とカナダ、1978年（昭和53年）9月にはニューヨーク、1980年（昭和55年）6月にはミュンヘンに遠征し、文化使節団の一員として舞踊を披露している。1981年（昭和56年）にはムーラン創設五十周年記念として渋谷の西武劇場に待子をはじめとした関係者が集まり旧交を温めた。
1994年（平成6年）正派五條流宗家家元、五條珠淑を襲名する。
2011年（平成23年）、新宿ケイズシネマで上映された映画『ムーランルージュの青春』の舞台挨拶に出席。約60年ぶりに公の場に姿を現した。
2017年11月25日放送の『おはよう北海道土曜プラス』（NHK札幌放送局）に出演、インタビューを受ける。2017年12月8日放送の『爆報! THE フライデー』（TBSテレビ）で日本初のアイドルと紹介され、番組内で97歳になっていた待子と95歳になった当時からのファンと感動の再会を果たした。2019年2月27日放送の『1周回って知らない話』（日本テレビ）の中で日本のアイドル第一号として紹介される。
2019年7月14日に老衰の為死去。99歳没。2022年8月10日、NHK歴史探偵の『戦争とアイドル』で97歳の待子の生前最後と思われるインタビュー映像が放映された。五條流の家元は次女のミカが継ぎ、五條淑妃を襲名している。

## 出演

### 映画
- 風車（1938年5月25日、東宝映画京都）[31]
- 春爛漫狸祭（1948年6月29日、大映京都）- 夕月姫 役
- 鉄路の薔薇（1949年2月22日、マキノ映画）- トミ 役[32]